# Rue du 11-Novembre (Clermont-Ferrand)
Pour les articles homonymes, voir Rue du 11-Novembre.
La rue du 11-Novembre est une rue du centre de Clermont-Ferrand, qui relie la place Gilbert-Gaillard au coin nord-est de la place de Jaude (à l'extrémité nord de l'Opéra-Théâtre de Clermont-Ferrand). Elle est parallèle à l'avenue des États-Unis. C'est une des principales artères commerçantes du centre-ville.

## Historique
Le remplacement de l'hôpital Saint-Barthélemy, situé dans l'espace compris actuellement entre l'avenue des États-Unis et le marché Saint-Pierre, qui était le principal hôpital de la ville, par l'Hôtel-Dieu, dont le premier bâtiment a été construit entre 1767 et 1773, et la destruction du vieil hôpital ont permis l'ouverture d'une voie rectiligne appelée rue Neuve, qui a reçu le 18 novembre 1918 le nom de rue du 11-Novembre.
En même temps que la rue Neuve fut ouverte, perpendiculairement, la rue de l'Ancien-Hôpital (aujourd'hui rue Jean-Rochon). L'architecte Antoine Deval (1741-1808) fut chargé de concevoir un projet permettant de donner aux nouveaux immeubles une certaine uniformité.

## Rue commerçante
La rue comporte une cinquantaine de commerces. Elle est historiquement l'une des plus commerçantes de la ville et de nombreuses boutiques prestigieuses ou réputées y étaient installées. Cependant, depuis 2010 environ, elle a perdu en attractivité, surtout dans la partie de la rue proche de la place Gaillard ; parmi les raisons qui sont invoquées, on trouve les difficultés de stationnement et la concurrence du Centre Jaude ainsi que l'ouverture en 2013 du Centre Jaude 2.